# Lonchaea chalybea
Lonchaea chalybea är en tvåvingeart som beskrevs av Christian Rudolph Wilhelm Wiedemann 1830. Lonchaea chalybea ingår i släktet Lonchaea och familjen stjärtflugor. Inga underarter finns listade i Catalogue of Life.